# Чишолм (Минесота)
Чишолм (енгл. Chisholm) град је у америчкој савезној држави Минесота.

## Демографија
По попису из 2010. године број становника је 4.976, што је 16 (0,3%) становника више него 2000. године.
| Група             | 2000.         | 2010.         |
| Белци             | 4.831 (97,4%) | 4.708 (94,6%) |
| Афроамериканци    | 5 (0,1%)      | 42 (0,8%)     |
| Азијати           | 14 (0,3%)     | 13 (0,3%)     |
| Хиспаноамериканци | 36 (0,7%)     | 69 (1,4%)     |
| Укупно            | 4.960         | 4.976         |